# 簡易VRヘッドセット
簡易VRヘッドセットはGoogle Cardboardをはじめとする、VR（ヴァーチャル リアリティ）コンテンツを体験するために使用するゴーグル形状の装置。主に装置内にスマートフォンを設置し、スマートフォンがディスプレイとして機能する。ディスプレイとして機能するスマートフォンに２つの画像を表示し、当装置内に設置された２つの焦点をもつレンズを通して閲覧することで、１つの画像に見える錯覚を起こす。（この際２つの画像に、両目の視差分のズレを反映すると、画像は立体に見える）。スマートフォンに表示された画像を拡大し、眼前に表示しているので画像の精細度や処理速度はスマートフォンに依存する。Oculusなどに代表されるVRヘッドセットと呼ばれる高機能なものがPC（および据え置きゲーム機）の外部モニターとして動作しているのに対し、すべてスマートフォンで賄うため、「安価」「軽量」「コードレス」という点で優れる反面、容量や処理速度面ではVRヘッドセットに劣る。